# 夏尔·阿兹纳武尔
夏尔·阿兹纳武尔（法語：Charles Aznavour，1924年5月22日—2018年10月1日），出生名为沙赫諾吾爾·瓦希納格·阿兹纳武里安，法国人，而后归化至亞美尼亞的歌手、编曲、演员、公众活动家以及外交家。阿兹纳武尔以其独特的男高音嗓音而闻名于世，他的声音在高音部分清澈、嘹亮，低音部分细碎、悠远。他共写作超过1300首歌曲，录制超过1400首，曾以八种不同语言唱过歌曲，唱片销售总量超过1亿8000万。
2018年10月1日，阿兹纳武尔離世，終年94歲。10月6日，他的安魂弥撒在巴黎第八区让·古戎路（Rue Jean-Goujon）15号的亚美尼亚使徒教会巴黎主教座堂举行。

## 荣誉

### 外国勋章奖章
- 旭日小绶章（日本，2018年4月29日公布[10]）

## 注解
1. ↑  也拼作Chahnour[2]和Varenagh[3]。